# Spook and the Guay
Spook and the Guay, stylisé Spook & the Guay,, est un groupe de pop rock français, originaire de Toulouse, en Haute-Garonne. Le groupe adopte un discours assez engagé pratiquant un rock alternatif mêlé de reggae, ragga et ska. Le groupe est formé en 1990 et compte un total de trois albums studio, — Mi Tierra (1998), Ocho rios (1999), et La Vida sonora (2002) — et un album live, Spook and the Guay en concert (2001). Le groupe se sépare en 2005.

## Biographie
Le groupe est formé en 1990 à Toulouse, en Haute-Garonne, en parallèle à la popularité croissante des Négresses vertes et de la Mano Negra. Spook and the Guay est initialement formé par une partie instrumentale composée de Niko Birotheau et Pierre Talavera (guitares), Jean (saxophone), Bruno (trompette), Julien (basse), et Seb (batterie), qui joue localement jusqu'à solidifier sa formation. Ils sont rejoints par les chanteurs Xavier Couderc et Fabrice qui amèneront une ambiance ragamuffin reggae. Le groupe se forme peu à peu une grosse réputation dans les scènes italiennes, espagnoles, et dans le sud de la France.
Comme pour le groupe Zebda, Spook and the Guay fait une apparition remarquée en 1995 au Festival de Bourges, leur permettant ainsi de se faire connaitre à l'échelle nationale. Cependant, le groupe préfère garder ses racines indépendantes en déclinant l'offre de quelques labels majors. Spook and the Guay publie une cassette audio six titres en 1994 et un CD quatre titres en 1996 au label Mr. Loyal. Leur premier album studio, intitulé Mi Tierra, est publié au label indépendant italien Gridalo Forte en 1998. Mi Tierra compte 15 000 exemplaires vendus, et est bien accueilli par la presse spécialisée nationale, qui explique que l'album capture l'atmosphère euro-mix. L'album est enregistré entre le 2 et le 26 août 1997 au studio Le Chalet. Peu après, Fabrice quitte le groupe, et est remplacé par le claviériste Guillaume. 
Le groupe publie son deuxième album studio, Ocho rios, aux labels High Groove/MSI en 1999. Le titre de l'album, qui signifie « huit rivières », désigne les huit genres musicaux desquels le groupe s'inspire musicalement. C'est également le nom d'une ville de Jamaïque et le fait que les membres du groupes sont huit. Ocho rios est enregistré au studio Le Chalet, entre le 2 août et le 19 septembre 1999. Concernant le style des deux premiers albums du groupe, La Dépêche le considère comme « un heureux mélange de vibrations polyglottes et caraïbo-jamaïco-latino-rock made in Toulouse. »
En 2000, le groupe lance sa propre société de production et signe chez la major Virgin France. En novembre 2000, ils jouent au Bikini. L'année suivante, en 2001, le groupe publie son premier album live, intitulé Spook and the Guay en concert. Après l'arrivée d'un nouveau claviériste, Spook and the Guay publie son tout premier album pour Virgin France, La Vida sonora, en juin 2002. L'album comprend onze chansons enregistrées par Boris Béziat au studio Polygone, à Blagnac. Le groupe se sépare en 2005. Un nouveau groupe s'est formé avec quelques membres des Spook and the Guay, Boom Club.

## Style musical
Le groupe est notamment orienté ska et reggae, et formé autour d'un noyau de deux guitares, une basse, une batterie, une trompette et un saxophone. Leur univers musical associe les musiques jamaïcaines, latines, ska et rock alternatif. Les chansons, en espagnol, en anglais, en français, et en créole jamaïquain, sont parfois engagées, et parfois légères.

## Discographie
- 1998 : Mi Tierra
- 1999 : Ocho rios
- 2001 : Spook and the Guay en concert
- 2002 : La Vida sonora